# علامة ليتين
علامة ليتين (بالإنجليزية: Litten's sign)‏ هي علامة طبية يَظهر فيها بقع الصوف القطني عند تنظير قاع العين للشبكية في المرضى المُصابين بالتهاب الشغاف العدوائي.
سُميت علامة ليتين نسبةً إلى الطبيب الألماني موريتز ليتن [الإنجليزية] (1845-1907).